# Тонто (персонаж)
Тонто — вымышленный персонаж, спутник Одинокого рейнджера, вместе с ним появлявшийся в большом количестве американских телевизионных вестернов, радиопостановок и романов. Впервые появился в 11-м эпизоде радиоспектакля об Одиноком рейнджере детройтской радиостанции WXYZ 25 февраля 1933 года, первоначально с целью того, чтобы главный герой мог с кем-то общаться, но впоследствии ставший его постоянным спутником.
Во всех вариантах историй об Одиноком рейнджере Тонто всегда предстаёт индейцем, который обязан рейнджеру жизнью, однако в зависимости от автора конкретного сюжета в его биографии может быть большое количество разночтений и нестыковок. Тонто, как правило, изображается индейцем народа потаватоми; в первых радиопостановках он предстаёт как мудрый и честный индеец, говорящий, однако, на пиджине, а не на чистом английском, которого Одинокий рейнджер в детстве спас от белых бандитов-расистов. В некоторых историях он спасает Одинокому рейнджеру жизнь в свою очередь, узнав в нём своего спасителя в прошлом, в некоторых сам факт спасения Тонто относится уже к тому моменту, когда и он, и рейнджер взрослые.
Образ Тонто периодически подвергается критике — как за целый ряд культурных неточностей применительно к его индейскому происхождению, так и, по мнению индейского писателя Шермана Алекси, за «унижение человеческого достоинства» индейцев по причине его неграмотной речи на пиджине. По мнению авторов энциклопедии «Британника», Тонто является одним из самых популярных персонажей-индейцев в массовой культуре XX века.
В течение 21 года после первого появления его роль в радиоспектаклях озвучивал актёр Джон Тодд, в телесериале 1949-1954 годов его роль исполнял актёр-индеец Джей Сильверхиллс, в полнометражном фильме «Одинокий рэйнджер» 2013 года — Джонни Депп. Образ Тонто, представленный в данном фильме, также вызвал значительную полемику относительно расистского изображения данного персонажа. После выхода фильма научным журналом Smitsonian Magazine было опубликовано исследование по сравнению образа Тонто в старых телефильмах с его новым образом.